# Matthews (Missouri)
Matthews è un comune degli Stati Uniti d'America, situato nello Stato del Missouri, nella contea di New Madrid.